# Aheu
Aheu is een taal die gesproken wordt in Sakon Nakhon, Isaan.